# Tsepina

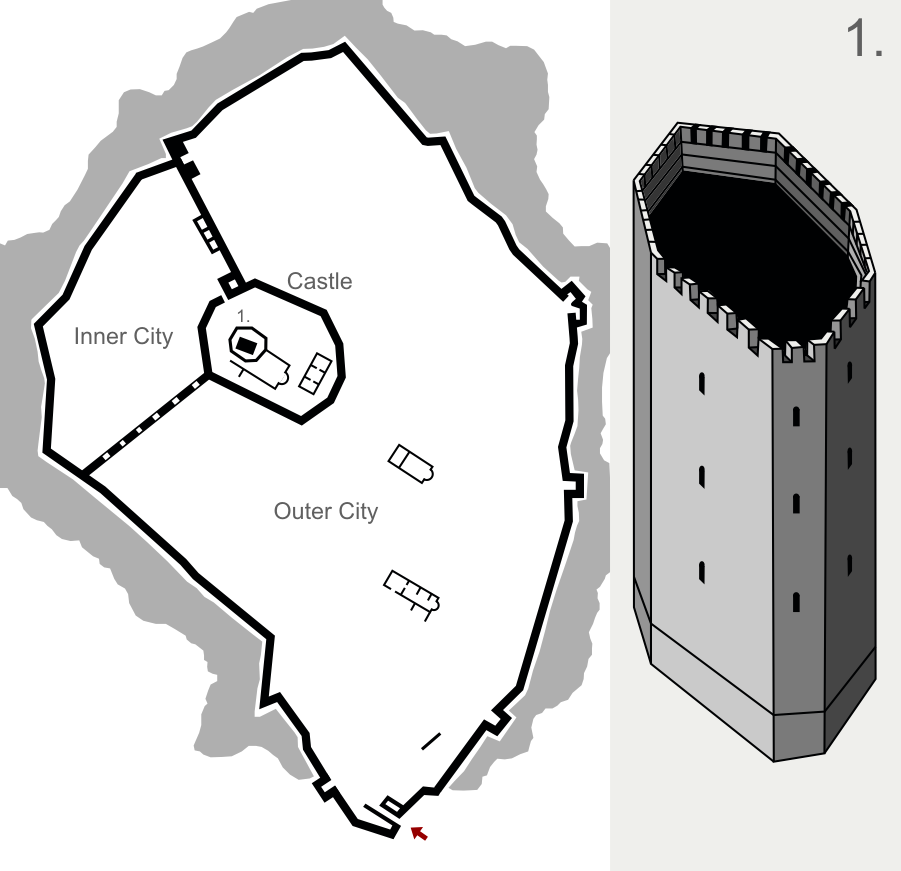
Mapa de la fortaleza de Tsepina.

Tsepina (búlgaro: Цепина) fue un castillo y ciudad en el oeste de los montes Ródope, al sur de Bulgaria, actualmente está en ruinas. Se encuentra a 6 km del pueblo de Dorkovo en la parte noreste del valle de Chepino.
La ciudad fue construida sobre alturas escarpadas de 1.136 metros sobre el nivel del mar. Sus muros exteriores cierran una superficie de 25 decáreas y fueron dominados por una ciudadela ubicada en la parte superior del acantilado. Los cimientos de las tres iglesias han sido excavados, así como cuatro grandes tanques de almacenamiento de agua de hasta 10 m de profundidad.

## Historia
En la Edad Media Tsepina fue una de las fortalezas búlgaras más importantes en la región del Ródope. Los búlgaros tomaron el castillo en el siglo XI pero con el final del Primer Imperio búlgaro a principios del siglo XI los bizantinos la conquistaron. Tsepina fue liberada por el zar Kaloján (1197-1207). En los siglos XII y XIV creció como una ciudad importante y uno de los principales bastiones del Segundo Imperio búlgaro. Fue la capital del déspota Alejo Eslavo. Entre 1246 y 1254 estuvo bajo control bizantino pero el emperador Miguel Asen I (1246 a 1256) logró recuperar la fortaleza. Alrededor de 1373 Tsepina fue tomada por los turcos bajo el mando de Daud pasha tras un sangriento asedio de nueve meses, pero solo después de que los otomanos cortaron el conducto de agua. Poco después la fortaleza fue abandonada por sus habitantes.